# Гёзбаши, Берна
Берна Гёзбаши (тур. Berna Gözbaşı, род. 30 июня 1974, Гелиболу, Чанаккале) — турецкая бизнес-леди и спортивный деятель. Она была первой женщиной-президентом футбольного клуба «Кайсериспор», который играет в высшем дивизионе Турции.

## Биография
В 1974 году Гёзбаши родилась в семье отца старшины и матери школьной учительницы в Гелиболу, Чанаккале. Она получила образование в области делового администрирования на английском языке в Университете Докуз Эйлюль в Измире, окончив его в 1996 году.
У неё две дочери.

## Карьера предпринимателя
Гёзбаши начала свою профессиональную карьеру в качестве менеджера по экспорту на предприятии цинк-свинцовой металлургии «Чинкир» в Кайсери. В 2001 году она основала свой первый бизнес, BRN Consulting and Foreign Trade Ltd., после того как изучала международные финансы,  фьючерсы и опционы на Лондонской бирже металлов. В период с 2001 по 2006 года она помогла многим малым и средним предприятиям заняться экспортным бизнесом на Ближнем Востоке и в Восточной и Западной Африке. В 2006 году она основала компанию BRN Bed по производству матрасов и оснований кроватей. Она экспортировала свою продукцию в более чем 60 стран на пяти континентах и была названа образцом для подражания для молодых предпринимателей.
В 2011 году Гёзбаши была названа одним из десяти «Самых успешных предпринимателей» по версии European Business Awards и получил Почетную премию Рубана. В 2012 году её компания была включена в список 25 «самых быстрорастущих компаний» по версии Союза торговых палат и товарных бирж Турции (TOBB) и «Всемирная сеть – Турция» Гарвардского университета.
Она первая женщина-член Промышленной палаты Кайсери.

## Спортивная карьера
В юности Гезбаши была активной баскетболисткой. Она была принята в совет директоров футбольного клуба «Кайсериспора», а позже стала вице-председателем.
Эрол Бедир, президент клуба «Кайсериспор», выступающего в высшем дивизионе Турции, подал в отставку 6 октября 2019 года по просьбе почётного президента клуба Мехмета Озхасеки. Проработав три года в совете клуба, Гёзбаши была избрана президентом футбольного клуба при поддержке местных политических лидеров, бывших министров правительства, лидеров общественных организаций и президента TOBB М. Рифата Хисарджиклыоглу. Гёзбаши прокомментировала своё президентство так: «Ей не предложили бы кресло, если бы команда не находилась в нижней части турнирной таблицы». Она выразила решимость улучшить ситуацию в клубе в сезоне 2019/2020. После отставки президента Эрола Бедира в 2019 году она была избрана президентом на внеочередной Генеральной ассамблее и стала первым женщиной-президентом футбольного клуба в истории Турецкой Суперлиги. Она была переизбрана на этот пост в 2021 году.